# Eddie Johnson (pilote)
Pour les articles homonymes, voir Eddie Johnson.
Eddie Johnson est un pilote automobile américain d'IndyCar, né le 10 février 1919 à Richmond (Virginie) et décédé accidentellement le 30 juin 1974 près de Cleveland (Ohio). Il s'illustra tout d'abord dans les courses de Midget à partir de 1940, avant de participer au championnat USAC dès 1950. Il a participé à treize reprises aux 500 miles d'Indianapolis de 1952 à 1966, terminant notamment sixième de l'épreuve en 1960. Également pilote de chasse, il dut momentanément interrompre sa carrière automobile en 1953 et 1954, à cause de son statut de pilote de réserve de l'armée de l'air américaine. Après sa retraite sportive, fin 1966, il continua à s'adonner à sa passion pour l'aviation. Il périt à l'âge de cinquante-cinq ans aux commandes de son avion privé, probablement en raison de mauvaises conditions météorologiques, lors d'un crash dans lequel son épouse Shirley perdit également la vie.